# Gemaal De Koekoek
De Koekoek is een gemaal in de Nederlandse polder Lopikerwaard. Het gemaal is in 1986 gebouwd in opdracht van het waterschap Lopikerwaard.

## Technische gegevens
| Technische gegevens Gemaal De Koekoek | Technische gegevens Gemaal De Koekoek |
| ------------------------------------- | ------------------------------------- |
| Pomptype                              | Schroefcentrifugaalpomp               |
| Capaciteit (m³/sec)                   | 2 x 5,6                               |
| Overbrugbaar hoogteverschil (m)       | 3,30                                  |
| Te bemalen oppervlakte (ha)           | 6500                                  |
| In gebruik genomen (jaar)             | 1986                                  |

De Keulevaart · De Pleyt · De Hoekse Molen · De Koekoek
polder · gemaal